# Elexalde
Elexalde o Andra Mari Getxoko (en castellà Santa María de Guecho) és un barri del municipi de Getxo, al territori històric de Biscaia. És el major barri residencial del municipi, format per habitatges unifamiliars i adossades. La seva població en 2005 era de 14.519 habitants dels quals 7.057 eren homes i 7.462 dones.
Al barri s'està construint l'estació d'Ibarbengoa del Metro de Bilbao.

## Història
Es manca de dades exactes de la data d'origen de la parròquia de Santa Maria, encara que era costum entre els reis i persones distingides del país fundar colònies a terres inhabitades incultes per convertir el terreny en terreny cultivable, edificant allí una església.
Aquesta sembla la raó per la qual va ser construïda l'església d'Andramari. Es desconeix quin Senyor va haver d'escollir aquests terrenys, llocs de fàcil caça, pasturatge i pesca. Aquest Senyor portaria amb si tota la seva servitud, i per a la seva atenció espiritual la confraria va fundar-hi una ermita, donant-li terrens per al sosteniment del clergue, reservant-se el dret de designar a la persona que exercís el ministeri.
Sembla que l'església d'Andramari, fundada en el segle xi, va ser la primitiva matriu principal de Guetxo. Aquesta església va tenir un cicle vital curt, perquè en 1390 en les corts de Guadalajara convocades pel rei Joan I -davant les quals el bisbe de Pamplona es va querellar que els llecs furtaven els delmes de Biscaia, Guipúscoa i Àlaba- a les parròquies se les denominaria monestirs, entre ells el d'Andramari. Per esbrinar si aquestes acusacions eren certes, en 1415 es va realitzar una perquisició de patrons d'esglésies parroquials del Senyoriu de Biscaia, renovada en 1478 pels Reis Catòlics. En aquesta perquisició apareix l'església d'Andramari descomposta resultant ser divisera i portant el gaudiment dels seus delmes. El seu fundador va ser algun noble i poderós de la casa Asua. La Torre Martiartu era un bé patrimonial d'aquesta família.
Aquest primer monestir va haver de ser reconstruït a mitjan segle xvii, perquè en l'escut de l'actual església hi ha dos escuts, un a la façana sud i un altre en la clau del primer arc del presbiteri que el seu primer caserna representa Isabel Osorio de Porres, esposa de Diego Pérez de Getxo i Martiartu. En el testament d'Isabel li va donar la potestat de fundar mayorazgo amb les cases de Guetxo i Martiartu.
Al segle xvii aquesta elizate semblava ja formada, i funcionava llavors la junta de fàbrica. Va existir l'honorífic càrrec de majordom de fàbrica exercit per la persona més digna del lloc. Els patrons divisers seguien presentant als clergues aixecant els delmes. Per a les dones va existir l'oportunitat honorífica de "Beata", "Freila" o "Sonora", que atenien el temple.
L'elizate tenia dos regidors a les Juntes de Guernica. La seva població malgrat ser predominantment agrícola també constava de cert nombre de pescadors del barri d'Algorta.
Amb el pas dels anys la població d'Algorta va anar creixent fins que va prendre el control de l'elizate. L'any 1779 l'església d'Andramari va ser reconstruïda.

## Polèmica pel Pla d'Ordenació Urbana
El Pla d'Ordenació Urbana que hauria d'entrar en vigor pròximament preveu la construcció de prop de 10.000 habitatges nous al barri de Andra Mari (Elexalde), de les quals unes 6.000 seran de protecció oficial.
Aquest projecte compta amb el rebuig de molts getxotarres, que s'oposen al fet que s'edifiqui en espais verds de Getxo. També recalquen l'existència de 3.500 pisos buits en el municipi, dada que indicaria la no conveniència d'edificar un barri que passaria a ser el tercer nucli poblacional de Getxo després d'Algorta i Areeta.
Per la seva banda els veïns del barri que habiten als caserius dispersos s'han mostrat radicalment contraris a les expropiacions dels seus terrenys per part de l'ajuntament.
El dissabte
 28 de gener de 2007 una manifestació, d'unes 3.000 persones segons els organitzadors i de 4.000 segons el diari "El País", va mostrar el seu rebuig al projecte dissenyat per l'àrea de planejament urbanístic, dirigida per Iñaki Urquiza.

## Edificis d'interès
- Església parroquial d'Andra Mari.
- Molí d'Aixerrota
- Ruïnes del Fort de la Galea